# 玛格丽塔·萨尔法季
玛格丽塔·萨尔法季（1880年4月8日—1961年10月30日），意大利犹太人、记者、作家、艺术评论家、收藏家，也是贝尼托·墨索里尼的情人之一，于战后的1961年逝世，终年81岁。

## 生平
萨尔法季于1880年4月8日出生于意大利威尼斯的个一个富裕的犹太家庭，父亲是律师。萨尔法季婚前名字是，她在18岁时与Cesare Sarfatti结婚后继承了夫姓，因而她所有的作品均以Margherita G. Sarfatti署名。1902年她和丈夫移居米兰，并开始在“Il Popolo（人民）”报担任编辑，1911年，她与墨索里尼邂逅。